# 干潟龍祥
干潟 龍祥（ひかた りゅうしょう、1892年2月7日 - 1991年10月13日）は、日本のインド哲学者、僧侶。

## 略歴
福井県遠敷郡雲浜村（現在の小浜市）で小浜藩士であった藤倉政夫の次男として生まれる。初名は末吉。真言宗の僧侶の干潟龍範の養子となり、名を龍祥と改める。
1917年、東京帝国大学文学部哲学科卒。1937年東大講師、1940年、九州帝国大学教授、[1950年]]、九州大学教育学部長。1950年「本生経類の思想史的研究」で東北大学文学博士。1955年に九大を定年退官、名誉教授、福岡女子大学教授、1960年学長、1964年退任。1965年に紫綬褒章、1966年に勲二等瑞宝章受勲。1969年、日本学士院会員。1990年、仏教伝道文化賞功労賞受賞。
妻の「と志」は、浅草区今戸の浄土真宗本願寺派称福寺住職の小野島行薫の娘で、兄は九州大学助教授で、熊谷市円光寺住職の小野島行忍。長男の昭は九州大学工学部機械科を卒業し工学博士となり、ブラウン大学応用数学科教授や九州大学教授となった。次男の琢郎はパン職人となり、大分県竹田市で店を経営。三男は斎。

## 著書
- 『中観思想と日本文化』教学局 教学叢書 1938
- 『本生経類の思想史的研究』東洋文庫論叢 1954　山喜房仏書林 1978
- 『ジャータカ概観』鈴木学術財団 パドマ叢書 1961　春秋社、1981
- Studies in Buddhism and Buddhist Culture. 成田山新勝寺 1985

### 翻訳
- 『ウパニシャット全書 第2巻 ケーナ・ウパニシヤツト/イーシヤー・ウパニシヤツト』世界文庫刊行会編 1923、東方出版 1980
- 『ウパニシャット全書 第4巻 ムンダカ・ウパニシヤツト』世界文庫刊行会編 1925、東方出版 1980
- 『ウパニシャット全書 第6巻 シユリー・ジヤーバーラ・ダルシヤナ・ウパニシヤツト』世界文庫刊行会編 1923、東方出版 1980
- 『國譯一切経 印度撰述部 論集部 2』水野弘元・泉芳璟・池田澄達・遠藤二平・中野義照共訳 大東出版社 1934、改訂版1988
- 『ジャータカ・マーラー　本生談の花鬘』高原信一共訳著、講談社「インド古典叢書」1990

### 記念論文集
- 『干潟博士古稀記念論文集』干潟博士古稀記念会 1964

## 論文
- Cinii